# Veney
Veney é uma comuna francesa na região administrativa de Grande Leste, no departamento de Meurthe-et-Moselle. Estende-se por uma área de 3,45 km². Em 2010 a comuna tinha 51 habitantes (densidade: 14,8 hab./km²).